# Marcus Garvey
Pour les articles homonymes, voir Garvey.
 (octobre 2024).
Si vous disposez d'ouvrages ou d'articles de référence ou si vous connaissez des sites web de qualité traitant du thème abordé ici, merci de compléter l'article en donnant les références utiles à sa vérifiabilité et en les liant à la section « Notes et références ».
Marcus Mosiah Garvey, né le 17 août 1887 à Saint Ann’s Bay, Jamaïque, et mort le 10 juin 1940 à Hammersmith, Londres, est un militant noir du XXe siècle, considéré comme un prophète par les adeptes du mouvement rastafari, d’où son surnom « Moses » (« Moïse » en français) ou « The Black Moses » (« Le Moïse noir »).
Précurseur du panafricanisme, il se fait le chantre de l’union des Noirs du monde entier à travers son journal The Negro World et le promoteur obstiné du retour des descendants des esclaves noirs vers l’Afrique (ce qu’on appelle le « Back to Africa » ou le « Repatriation » notamment dans la culture rasta).

## Biographie

### Jeunesse et formation
Marcus Garvey naît en Jamaïque en 1887, un an après l’abolition de l’esclavage à Cuba, dans une île opprimée où règne la ségrégation raciale ; les conditions de travail n’y ont pas vraiment changé depuis l’abolition de l’esclavage. Beaucoup de Jamaïcains ont ainsi émigré à Panama pour travailler sur le chantier du célèbre canal. À cette époque, l’Afrique est en proie à la colonisation européenne mais certains Afro-Caribéens parviennent tant bien que mal à y partir, notamment au Liberia.
Marcus Garvey est d’abord un musicien qui joue de l’orgue à l’église, et bien qu’entouré dans un milieu où les personnes sont analphabètes, il est passionné de lecture. Ce chrétien descendant des Marrons est employé chez un imprimeur et participe à un syndicat qui l’élit meneur lors d’une grève ; il est alors renvoyé de son travail. Il devient vite un orateur de premier plan, un journaliste (il fondera bientôt le journal Garvey’s Watchman) et un militant politique.

### Carrière

#### Voyages et journalisme
De 1910 à 1914, il voyage en Amérique latine (Venezuela, Colombie, Équateur et Amérique centrale) pour y constater la condition dans laquelle évoluent ses « frères noirs ». Il fonde au cours de ses voyages les journaux La Prensa au Panama et La Nacionale au Costa Rica. En 1912, il effectue un voyage en Europe (Londres, Paris, Madrid, etc.) où il est souvent pris pour un roi africain. À Londres, il intègre la rédaction de la African Times and Orient Review (en), fondé par le journaliste égyptien Dusé Mohamed Ali. Il y partage l’enthousiasme pour le Wafd, le parti indépendantiste égyptien, et s’intéresse au nationalisme irlandais. De retour en Jamaïque en 1914, il y fonde l'organisation qui deviendra l'UNIA en 1917.

#### Fondation de l'Universal Negro Improvement Association (UNIA)
En 1916, il arrive aux États-Unis où il rencontre les mouvements visant à l’émancipation des Afro-Américains. Il parcourt les États du Sud pendant six mois, parfois au péril de sa vie.
L’année suivante, en 1917, il fonde l’Association universelle pour l’amélioration de la condition noire (Universal Negro Improvement Association, UNIA, toujours en activité). La devise de cette association était « Un Dieu ! Un But ! Une Destinée ! » (« One God! One aim! One destiny! »). Il devient un des premiers meneurs importants de la cause noire. Elle naît dans un contexte particulier : dans les années 1910, la détérioration de la situation économique et raciale dans le sud des États-Unis conduit à une migration des travailleurs noirs vers le Nord, où les industries recherchent de la main d’œuvre. Cet afflux de main d’œuvre permet au patronat de baisser les salaires et de briser les grèves, entraînant des tensions entre ouvriers noirs et ouvriers blancs.

#### Le nationalisme noir
Installé à Harlem au lendemain de la Première Guerre mondiale, de 1918 à 1922, Marcus Garvey est mondialement connu. Il tente de profiter de l’importance de son organisation, au moment où se pose la question du partage des ex-colonies africaines de l’Allemagne vaincue, pour conforter son plan d’une réhabilitation des Afro-Américains sur des territoires qui constitueraient une nouvelle « Terre Promise ». Ne croyant pas que les Afro-Américains pourraient vivre libres et respectés hors d’Afrique, il veut unifier les Noirs internationalement, et réclame le droit au « rapatriement » en Afrique (au Liberia le plus souvent) des « gens de couleur » de tous pays. Il lance en 1918 une pétition adressée à la future Société des Nations pour convertir les anciennes colonies allemandes en un État indépendant. La pétition est rejetée et les puissances européennes se partagent les colonies.
Malgré son opposition politique aux Afro-Américains partisans de l’intégration (menés par W. E. B. Du Bois), la stature de Garvey n’aura sans doute pas d’équivalent au XXe siècle dans la lutte pour la liberté de « son peuple »[réf. nécessaire]. Il est à l'origine de la célèbre formule « La peau noire n'est pas un insigne de la honte, mais plutôt un symbole de grandeur nationale ».
Tandis que la révolution russe bat son plein, il se rallie à sa manière à la lutte des classes. Il soutient Hô Chi Minh (qui avait d'ailleurs assisté à l'une de ses conférences), Gandhi, et salue avec respect l’œuvre de Lénine et Trotski. Mais tandis que Trotski considère comme essentielle l’unification de tous les hommes opprimés, et ce sans les diviser par la couleur de leur peau, la vision de Garvey passe par la race d’abord ; une doctrine « nationaliste noire » radicale qui l’oppose aux mouvements intégrationnistes de gauche. En ça, il est proche de Hubert Harrison.
Des réseaux de garveyites s’organisent dans le monde entier, avec des antennes dans chaque grande ville, usant de cérémoniaux et d’uniformes militaires et quasi religieux (comme à l’époque des spirituals - un moyen de se protéger d’une répression pour sédition).
Le père de Malcolm X, un pasteur qui d’après ses proches aurait été assassiné en 1931 par la Black Legion, une organisation proche du Ku Klux Klan, est un de ses adeptes les plus convaincus. À ce propos, un rapprochement a été évoqué entre l’organisation raciste et Garvey, qui aurait même participé à des rassemblements du KKK au péril de sa vie (en réussissant donc à ne pas se faire pendre). Cette rumeur d’une convergence idéologique « contre nature » aussi dangereuse demeure de nos jours via certains médias, même si on sait seulement que le 25 juin 1922 à Atlanta un tête-à-tête diplomatique de deux heures réussit à avoir lieu entre Marcus Garvey et Edward Young Clarke numéro 2 du Klan. Une « avancée » dénoncée simultanément par la plupart des membres de l’UNIA et les autres organisations en faveur de la cause noire, et sans doute considérées comme abhorrées par les klanistes (qui ne tarderont pas à exclure Clarke). Garvey avait déjà défié le KKK en les invitant à venir à Harlem où il pourrait « se mesurer aux 15e et 18e régiments noirs » (qui combattirent pendant la Première Guerre mondiale). La motivation était alors de cimenter l’unité des Noirs tout en voulant œuvrer, de fait, d’égal à égal avec les « rednecks » et les autres Blancs.

#### Création de laBlack Star Lineet duNegro World
Au-delà des péripéties supposées ou avérées, il crée en 1919 la Black Star Line, une compagnie maritime censée servir le projet de rapatriement vers l’Afrique (clin d’œil[pas clair] à la White Star Line, l’armateur du Titanic qui a sombré quelques années plus tôt). Pour financer l’investissement dans sa flotte, Garvey fait appel à une large souscription auprès des Afro-Américains. Ainsi, ces derniers deviennent actionnaires de la compagnie. La Black Star Line desservait les Antilles, les États-Unis, et avait pour but de relier l’Amérique à « la terre mère africaine ».
Considérant que le chômage fait au moins autant de dommages que l’esclavage révolu, il fait la tournée du pays pour promouvoir son initiative et recueillir des investissements dans le but de créer une véritable économie parallèle et souterraine. Il est suivi par 250 000, voire 300 000 sympathisants. Les autorités fédérales commencent alors à s’intéresser à lui.
Garvey fonde des usines, des réseaux de distribution ainsi que deux journaux. Le plus important est Negro World qui donne des nouvelles de l’UNIA partout où elle se trouve, publie des discours de Garvey et des nouvelles qui ne sont pas rapportées dans les autres journaux. Tous les gouvernements coloniaux s’opposent au Negro World, pensant qu’il incite les gens à se rebeller contre eux. Le journal est ainsi interdit dans plusieurs pays africains, caribéens, ainsi qu'au Royaume Uni et en France.

### Le déclin
Le FBI suit chacun de ses mouvements et tente d'établir une liste de ses contacts. L'objectif est de compromettre la réputation de Garvey et la réputation de l'UNIA. En passant au crible les opérations de la Black Star Line — compagnie maritime liée financièrement à l'UNIA — les services fiscaux concluent à des fraudes. Accusé d’escroquerie, Garvey est poursuivi en 1922 avec trois de ses associés par les tribunaux. Emprisonné, il est ensuite laissé en liberté surveillée. En 1925, sa condamnation est confirmée et il est incarcéré au pénitencier fédéral d’Atlanta.
Il perd alors de son influence. D'une part il n'a pas une connaissance aussi approfondie que Du Bois des nations et des sociétés africaines. Ensuite ses propos hostiles au métissage, auquel il reproche de favoriser l'assimilation culturelle des peuples noirs, ne sont pas compris par beaucoup de sympathisants de l'UNIA.

### Retour en Jamaïque
Craignant d'en faire un martyr (les pétitions et rassemblements de soutien se succédaient), le président Calvin Coolidge commue sa sentence en 1927. Garvey est envoyé en exil en Jamaïque et interdit de séjour aux États-Unis.
Bien que d’abord rejeté dans son propre pays, il devient un héros national jamaïcain et un exemple retentissant dans toute l’île. De nombreux Jamaïcains écoutent avec beaucoup d’enthousiasme les allocutions de Garvey organisées dans les mois qui suivent son retour. La vie politique de l’île s’en trouve bouleversée.

### Fin de vie en Grande Bretagne
En dépit de cette ambiance sympathique et animée, Garvey se trouve à l’étroit et, en 1935, il part pour le Royaume-Uni. De là, il surveille la régression internationale de son mouvement. Il meurt d’une crise cardiaque le 10 juin 1940 à Londres, sans jamais avoir foulé le sol africain de sa vie.
La maison où il est mort, au no 53 Talgarth Road dans le quartier londonien d’Hammersmith (actuellement sur la route nationale A4) est signalée par une plaque depuis 2005.
Marié en premières noces à Amy Ashwood, il en divorce en 1922 pour se remarier avec Amy Jacques Garvey, sa secrétaire, qui s'implique par la suite dans la direction de l'UNIA.

## Éthiopianisme
Dans ses discours, Garvey faisait souvent allusion à l’Éthiopie, un terme qui, dans la Bible (Nouveau testament) originelle en grec signifie « le pays des Noirs », au même titre d’ailleurs qu’al Bled al Suddan en arabe. Nous pouvons lire dans un de ses recueils de ses discours Philosophy & Opinions : « Laissons le Dieu d'Isaac et le Dieu de Jacob exister pour la race qui croit au Dieu d'Isaac et de Jacob. Nous, les Nègres, croyons au Dieu d'Éthiopie, le Dieu éternel, Dieu le Fils, Dieu le Saint-Esprit, le Dieu de tous les âges. C'est le Dieu auquel nous croyons, et nous l'adorerons à travers les lunettes de l'Éthiopie. ».
En 1921, le révérend James Morris Webb prononce un discours cité par le quotidien conservateur Daily Gleaner : « Regardez vers l'Afrique, où un roi noir sera couronné, qui mènera le peuple noir à sa délivrance. » Garvey reprendra cette phrase qui lui sera par la suite attribuée, et considérée comme une prophétie par certains rastas jamaïcains.
La presse coloniale dénonce alors cette doctrine éthiopianiste « vulgaire » qu’ils attribuent à Garvey. Mais le 2 novembre 1930, en Éthiopie, Tafari Makonnen, le Ras Tafari, est coiffé de la couronne sacrée du negusä nägäst (roi des rois) sous le nom d’Haïlé Sélassié Ier (« Puissance de la Trinité »). Il est le chef d’une des premières nations officiellement chrétiennes de l’histoire, l’Abyssinie. Selon le livre sacré Gloire Des Rois (Kebra Nagast), retraçant l’histoire de son antique dynastie, Sélassié serait le descendant direct du Roi Salomon et de la reine Makeda de Saba. En raison de ses titres de « Roi des rois », « Seigneur des seigneurs » attribués au messie dans l’Apocalypse de Jean, il sera considéré comme le messie par les rastafariens.

## Création d'entreprises

### The Negro World
The Negro World est le principal journal édité et diffusé par Marcus Garvey pour relayer les prises de position de l’UNIA et populariser auprès des populations noires ses thèses sur le retour en Afrique des Afro-Américains et des Afro-Caribéens. Il fut interdit dans certains pays coloniaux et colonies des Antilles, qui voyaient en lui une menace contre leur autorité.

### Black Star Line
La Black Star Line est une compagnie maritime transatlantique créée par Marcus Garvey en 1919 et qui avait pour but de « servir de lien entre les peuples de couleur du monde dans leurs rapports commerciaux et industriels ».
Elle fut entièrement financée par « la souscription et l’émission d’actions acquises par des personnes noires ordinaires, attirées par l’idée d’une émigration vers la « nation nègre indépendante » conceptualisée par Garvey ». Cet élan de solidarité permit rapidement à Garvey l’acquisition de quatre paquebots transatlantiques dès 1922.
Cela répandit une onde de choc parmi la classe dominante blanche internationale : « Voilà un homme qui, non seulement avait compris que la seule voie vers l'accession au pouvoir politique passait par la puissance économique, mais utilisait les deux avec une habilité stupéfiante. La mise en route de la Black Star Line constituait le couronnement de son action et laissait entrevoir ce qu'une nation noire unie pouvait effectivement accomplir sous l'influence d'un leader entreprenant et créatif. »[réf. nécessaire][Qui ?] Mais la compagnie fit banqueroute et, au terme d’un procès pour fraude, Garvey fut emprisonné avant que sa sentence ne soit commuée en exil par le président Coolidge en 1927.

## Recueils d'articles, de discours et de poèmes
- (en) Amy Jacques-Garvey (dir.), The Philosophy and Opinions of Marcus Garvey, Or, Africa for the Africans, New York, Atheneum (réimpr. 1967, 1977, 1982, 1986, 1992, 2013, 2014) (1re éd. 1940), 612 p. (OCLC 489677858, lire en ligne),
- (en) Bob Blaisdell (dir.), Selected Writings and Speeches of Marcus Garvey, Mineola, état de New York, Dover Publications Inc (réimpr. 2005, 2014) (1re éd. 2004), 224 p. (OCLC 1050029026),
- (en) Marcus Garvey : Ultimate Collection of Speeches and Poems, 2017, 227 p. (ISBN 9781973530107),

## Hommages dans la musique

### Par des musiciens jamaïcains
Les premiers artistes jamaïcains à chanter sa mémoire sont les Skatalites, dont le Marcus Garvey sort sur Island Records en 1964, puis ce sera Burning Spear, qui lui consacre l’album Marcus Garvey en 1975 et dont plusieurs morceaux se réfèrent directement à lui, ainsi que la version dub de l’album, intitulé Garvey’s Ghost. Par la suite, Burning Spear composera plusieurs chansons faisant allusion à Marcus Garvey (Marcus Children Suffer et Mister Garvey en 1978, Follow Marcus Garvey en 1980, etc.).
Dans la chanson So Much Things to say de Bob Marley and The Wailers (sur l'album Exodus, 1977), celui-ci chante : « I'll never forget no way: they sold Marcus Garvey for rice. » (« Je n’oublierai jamais : ils ont vendu Marcus Garvey pour du riz. »). C’est une référence à son échec électoral en Jamaïque face à un adversaire qui avait promis des distributions de nourriture à la population. Cette chanson est reprise par Lauryn Hill en 2001 sous le titre de Never Forget, lors de l’enregistrement de son album acoustique MTV Unplugged no 2.0. Et Garvey est plus globalement évoqué dans l'ensemble de l'album concept Survival de Bob Marley and The Wailers[réf. nécessaire].
Les Mighty Diamonds (Them Never Love Poor Marcus, 1976, The Right Time, 1975), I Roy (Tribute to Marcus Garvey, 1976), Big Youth (Marcus Garvey, 1975), Dillinger (Marcus Garvey, 1975), les Aggrovators (avec le dub mixé par King Tubby 21 Gun Salute to Brother Marcus sur la rythmique de Poor Marcus) ou Culture (Garvey Rock alias Down In Jamaica, 1977, Black Starliner Must Come, 1978, Marcus, 1992) comptent parmi ses plus fervents admirateurs.
Produit par Bruno Blum, le 45 tours jamaïcain Marcus Garvey (Human Race Records, 2002) est une reprise de la chanson reggae de Burning Spear, où l’on entend l’un des rares enregistrements de la voix de Garvey, mélangé au chant de Spectacular.
Les citations bibliques entendues dans ce discours ont contribué à fonder le mouvement rasta (« C'est le Dieu auquel nous croyons, et nous l'adorerons à travers les lunettes de l'Éthiopie »).
En 2005, Damian Marley le cite dans son album Welcome to Jamrock dans la chanson Confrontation. Plusieurs enregistrements audio d’époque sont intégrés dans ce morceau, notamment le bien connu « Can we do it? We can do it, we shall do it! »
En 2006, Greg Rose, plus connu sous le pseudonyme de Mr. Perfect, un artiste reggae « new school », lui dédie une chanson entière sur son album Rasta Rebel, chanson qu’il choisira d’intituler Black Marcus. Dans une certaine continuité de Marcus Garvey, il œuvre pour la prise de conscience des peuples opprimés.

### Par d'autres musiciens
The Orb fait référence à Marcus Garvey dans l'intro de Tower of dub, album UFORB (1992).
En France, le groupe de rap les Démocrates D lui rendent hommage dans leur titre Le devoir m'appelle, extrait de leur album La voie du peuple (1995).
L’album le plus remarquable dans le monde du hip hop en hommage à Marcus Garvey est celui de Mos Def et Talib Kweli[Selon qui ?] sorti en 1998, Mos Def and Talib Kweli are Blackstar, qui revient à travers de nombreux morceaux sur l’héritage spirituel et social laissé par Garvey.
En 2003, dans l’album How do you call it avec la chanson Jah Jah Deh Deh (« Jah Jah est là »), Patrice Bart-Williams rend hommage à Marcus Garvey en annonçant que « Marcus Garvey ne va pas reposer en paix face à la société actuelle », en précisant : « Enterrer leurs corps était comme enterrer des graines », faisant référence à de grands noms comme Steve Biko, Patrice Lumumba, Kwame Nkrumah, Thomas Sankara, Malcolm X et le Mahatma Gandhi.
Alpha Blondy le cite dans sa chanson Bory Samory, dans un hommage à Samory Touré où il énumère toutes les grandes figures du peuple noir[Quoi ?] mais aussi du panafricanisme (« Marcus Garvey Oki faga », « Marcus Gravey ils t'ont tué »). Tiken Jah Fakoly le cite également dans sa chanson Foly, sortie sur l’album L’Africain en 2008.
En 2011, Tarrus Riley le cite dans la chanson Shaka Zulu Pickney, parmi d’autres noms célèbres.
En 2013, Nicy, de son vrai nom Lionel Sapotille, originaire de la Guadeloupe, cite son nom dans San Fouté.
En 2015, le rappeur Kendrick Lamar le cite dans sa chanson The Blacker The Berry.
En 2017, le chanteur de reggae/dancehall Busy Signal, dans sa chanson Free Up.
En 2020, le rappeur Freeze Corleone le cite dans la chanson PDM, en featuring avec Alpha 5.20 et Shone. Cette allusion s'inscrit dans une pensée générale de Freeze Corleone, qui favorise la mise en avant d'une culture africaine précoloniale (sénégalaise dans son cas) plutôt qu'une mise en avant des dégâts faits par la colonisation. Cela s'accompagne d'autres références à des personnages comme Mansa Moussa, Cheikh Anta Diop ou encore Thomas Sankara.

## Pour approfondir

#### Notices dans des encyclopédies ou des livres de références
- (en-US) Suzanne Michele Bourgoin (dir.), Encyclopedia of World Biography, vol. 6 : Ford-Grilliparzer, Detroit, Michigan, Gale Research, 1998, 576 p. (ISBN 9780787622213, OCLC 37813530, lire en ligne), p. 228-229
- (en-US) John A. Garraty (dir.), Mark C. Carnes (dir.) et William F. Mugleston (rédacteur), American National Biography, vol. 8 : Fishberg - Gihon, New York, Oxford University Press, USA, 1999, 968 p. (ISBN 9780195127874, lire en ligne), p. 217-218

#### Essais anglophones
- (en) E. David Cronon, Black Moses : The Story of Marcus Garvey and the Universal Negro Improvement Association, Madison, Wisconsin, University of Wisconsin Press (réimpr. 1960, 1964, 1968, 1981, 2008, 2014) (1re éd. 1955), 302 p. (OCLC 1043364437)
- (en) Amy Jacques Garvey, Garvey and Garveyism, New York & Londres, Collier Books & Collier-Macmillan, (réimpr. 1970, 1974, 1986, 2014) (1re éd. 1963), 364 p. (OCLC 896944301, lire en ligne)
- (en) E. David Cronon, Marcus Garvey, Englewood Cliffs, New Jersey, Prentice-Hall, 1973, 196 p. (ISBN 9780135560501, lire en ligne)
- (en) John Henrik Clarke, Marcus Garvey and the vision of Africa, New York, Random House (réimpr. 2011) (1re éd. 1974), 540 p. (ISBN 9781574780475, OCLC 697261478, LCCN 73005031, lire en ligne)
- (en) Lenwood G. Davis, Marcus Garvey : An Annotated Bibliography, Westport, Connecticut, Greenwood Press, 1980, 216 p. (ISBN 9780313221316, lire en ligne)
- (en) Tony Martin, Marcus Garvey, hero : A first biography, Dover, Massachusetts, Majority Press, coll. « The New Marcus Garvey library » (no 3), 1983, 194 p. (ISBN 9780912469041, OCLC 863700862, LCCN 83061113, lire en ligne)
- (en) Judith Stein, The World of Marcus Garvey : Race and Class in Modern Society, Baton Rouge, Louisiane, Louisiana State University Press (réimpr. 1991, 1997) (1re éd. 1986), 328 p. (OCLC 633953879, LCCN 85007084, lire en ligne)
- (en) Mary Lawler, Marcus Garvey, New York, Chelsea House (réimpr. 1988, 2005) (1re éd. 1987), 120 p. (ISBN 9780791081594, LCCN 87014593, lire en ligne)
- (en) Rupert Lewis, Marcus Garvey : Anti-colonial Champion, Londres, Royaume-Uni, Karia Press (réimpr. 2001, 2018) (1re éd. 1987), 308 p. (OCLC Karia Press, lire en ligne)
- (en) Rupert Lewis et Patrick E. Bryan, Garvey : His Work and Impact, Trenton, New Jersey, Africa World Press (réimpr. 1994) (1re éd. 1991), 356 p. (ISBN 9780865432246, OCLC 759990003, LCCN 91070398, lire en ligne)
- (en) Marie Stuart, Marcus Garvey, Bristol, Royaume-Uni, East and Central Bristol Adult Continuing Education, 1992, 40 p. (ISBN 9781873115046, lire en ligne)
- (en) Sandy Donovan, Marcus Garvey, Chicago, Illinois, Raintree, 2003, 68 p. (ISBN 9780739868706, lire en ligne)
- (en) Peggy Caravantes, Marcus Garvey : Black Nationalist, Greensboro, Caroline du Nord, Morgan Reynolds Pub., 2003 (ISBN 9781931798143, lire en ligne), p. 136
- (en) Anne E. Schraff, Marcus Garvey : Controversial Champion of Black Pride, Berkeley Heights, New Jersey, Enslow Publishers, coll. « African-American biographies », 2004, 136 p. (ISBN 9780766021686, OCLC 1194436628, LCCN 2003008512, lire en ligne)
- (en) Liz Mackie, The Great Marcus Garvey, Londres, Royaume-Uni, Hansib Publications, 2008, 162 p. (ISBN 9781906190057, lire en ligne)
- (en) Brenda Haugen, Marcus Garvey : Black Nationalist Crusader and Entrepreneur, Minneapolis, Minnesota, Compass Point Books, 2008, 120 p. (ISBN 9780756536268, lire en ligne)
- (en) Colin Grant, Negro with a Hat : The Rise and Fall of Marcus Garvey, Oxford (Oxfordshire) & New York, Oxford University Press (réimpr. 2009, 2010) (1re éd. 2008), 568 p. (OCLC 177014251, LCCN 2007045681, lire en ligne)

#### Essais francophones
- Têtêvi Godwin Tété-Adjalogo, Marcus Garvey : Père de l'unité africaine des peuples, t. 1. Sa vie, sa pensée, ses réalisations, Paris, France, L'Harmattan, 1995, 344 p. (ISBN 9782738426536)
- Tété-Adjalogo Têtêvi Godwin, Marcus Garvey : Père de l'unité africaine des peuples, t. 2. Garveyisme et Panafricanisme, Paris, France, L'Harmattan, 1995, 300 p. (ISBN 9782738426543, lire en ligne)
- Colin Grant (trad. de l'anglais par Hélène Lee), Le Negre Au Chapeau : L'Ascension Et La Chute De Marcus Garvey [« Negro with a Hat: The Rise and Fall of Marcus Garvey and His Dream of Mother Africa »], Paris et Villeurbanne, AfroMundo, 2012, 667 p. (ISBN 9782919215072, OCLC 835999939)

#### Articles anglophones

##### Années 1940-1979
- (en) « Marcus Garvey », The Journal of Negro History, vol. 25, no 4,‎ octobre 1940, p. 590-592 (lire en ligne )
- (en) Ben F. Rogers, « William E. B. DuBois, Marcus Garvey, and Pan-Africa », The Journal of Negro History, vol. 40, no 2,‎ avril 1955, p. 154-165 (lire en ligne )
- (en) John L. Graves, « The Social Ideas of Marcus Garvey », The Journal of Negro Education, vol. 31, no 1,‎ hiver 1962, p. 65-74 (lire en ligne )
- (en) Lathan Starling Sr et Donald Franklin, « The Life and Works of Marcus Garvey », Negro History Bulletin, vol. 26, no 1,‎ octobre 1962, p. 36-38 (lire en ligne )
- (en) Charlotte Phillips Fein, « Marcus Garvey: His Opinions About Africa », The Journal of Negro Education, vol. 33, no 4,‎ automne 1964, p. 446-449 (lire en ligne )
- (en) W. F. Elkins, « The Influence of Marcus Garvey on Africa: A British Report of 1922 », Science & Society, vol. 32, no 3,‎ été 1968, p. 321-323 (lire en ligne )
- (en) W. F. Elkins, « Marcus Garvey, the "Negro World", and the British West Indies: 1919-1920 », Science & Society, vol. 36, no 1,‎ printemps 1972, p. 63-77 (lire en ligne )
- (en) John Henrik Clarke, « Marcus Garvey: The Harlem Years », Transition, no 46,‎ 1974, p. 14-15, 17-19 (lire en ligne )
- (en) Martin O. IJERE, « W.E.B. Du Bois and Marcus Garvey as Pan-Africanists : A Study in Contrast », Présence Africaine, no 89,‎ premier trimestre 1974, p. 188-206 (lire en ligne )
- (en) Carl S. Matthews, « Marcus Garvey Writes From Jamaica on the Mulatto Escape Hatch », The Journal of Negro History, vol. 59, no 2,‎ avril 1974, p. 170-176 (lire en ligne )
- (en) Vashti Lewis, « Marcus Garvey's Impossible Dream », Negro History Bulletin, vol. 40, no 6,‎ novembre - décembre 1977, p. 770-773 (lire en ligne )
- (en) Tony Martin, « Carter G. Woodson and Marcus Garvey », Negro History Bulletin, vol. 40, no 6,‎ novembre - décembre 1977, p. 774-777 (lire en ligne )
- (en) John M. Fitzgerald et Otey M. Scruggs, « A Note on Marcus Garvey at Harvard, 1922: A Recollection of John M. Fitzgerald », The Journal of Negro History, vol. 63, no 2,‎ avril 1978, p. 157-160 (lire en ligne )

##### Années 1980-1999
- (en) I. Jabulani Tafari, « The Rastafari - Successors of Marcus Garvey », Caribbean Quarterly, vol. 25, no 4,‎ décembre 1980, p. 1-12 (lire en ligne )
- (en) John Allman, « Marcus Garvey Arrested at the 125th Street Station », The Agni Review, no 17,‎ 1982, p. 50-51 (lire en ligne )
- (en) Diana Korzenik et Elma Lewis, « A Blend of Marcus Garvey and the 92nd Street Y: An Interview with Elma Lewis », Art Education, vol. 35, no 2,‎ mars 1982, p. 24-26 (lire en ligne )
- (en) Doug Gutknecht, « The Importance of Symbolic and Cultural Politics in the Marcus Garvey Movement », Mid-American Review of Sociology, vol. 7, no 1,‎ printemps 1982, p. 87-107 (87-107 )
- (en) Carolyn Cooper, « Unorthodox Prose : The Poetical Works of Marcus Garvey », The Black Scholar, vol. 19, no 1,‎ janvier - février 1988, p. 26-32 (lire en ligne )
- (en) Beryl Satter, « Marcus Garvey, Father Divine and the Gender Politics of Race Difference and Race Neutrality », American Quarterly, vol. 48, no 1,‎ mars 1996, p. 43-76 (lire en ligne )
- (en) Paul Carter Harrison, « The Black Star Line: The De-Mystification of Marcus Garvey », African American Review, vol. 31, no 4,‎ hiver 1997, p. 713-716 (lire en ligne )

##### Années 2000-2009
- (en) Ronald Harpelle, « Cross Currents in the Western Caribbean: Marcus Garvey and the UNIA in Central America », Caribbean Studies, vol. 31, no 1,‎ janvier - juin 2003, p. 35-73 (lire en ligne )
- Otis B. Grant, « Social Justice versus Social Equality: The Capitalistic Jurisprudence of Marcus Garvey », Journal of Black Studies, vol. 33, no 4,‎ mars 2003, p. 490-498 (lire en ligne )
- (en) Tamba E. M'bayo, « W. E. B. Du Bois, Marcus Garvey, and Pan-Africanism in Liberia, 1919–1924 », The Historian, vol. 66, no 1,‎ printemps 2004, p. 19-44 (lire en ligne )
- (en) Thandeka K. Chapman, « Foundations of Multicultural Education: Marcus Garvey and the United Negro Improvement Association », The Journal of Negro Education, vol. 73, no 4,‎ automne 2004, p. 424-434 (lire en ligne )
- (en) Nicholas Patsides, « Marcus Garvey, Race Idealism and his Vision of Jamaican Self-government », Caribbean Quarterly, vol. 51, no 1,‎ mars 2005, p. 37-52 (lire en ligne )
- (en) Robbie Shilliam, « What about Marcus Garvey? Race and the Transformation of Sovereignty Debate », Review of International Studies, vol. 32, no 3,‎ juillet 2006, p. 379-400 (lire en ligne )
- (en) Nicholas Patsides, « Allies, Constituents or Myopic Investors: Marcus Garvey and Black Americans », Journal of American Studies, vol. 41, no 2,‎ août 2007, p. 279-305 (lire en ligne )
- (en) Mark Christian, « Introduction to the Special Issue: Marcus Garvey and the Universal Negro Improvement Association: New Perspectives on Philosophy, Religion, Micro-Studies, Unity, and Practice », Journal of Black Studies, vol. 39, no 2,‎ novembre 2008, p. 163-165 (lire en ligne )
- (en) Cardinal Aswad Walker, « Princes Shall Come out of Egypt: A Theological Comparison of Marcus Garvey and Reverend Albert B. Cleage Jr. », Journal of Black Studies, vol. 39, no 2,‎ novembre 2008, p. 194-251 (lire en ligne )
- (en) Philip McCormick, « Healing Colonial Trauma: Marcus Garvey, Cargo Movements, and Symbolic Empowerment », Journal of Black Studies, vol. 39, no 2,‎ novembre 2008, p. 252-265 (lire en ligne )
- (en) Mark Christian, « Marcus Garvey and African Unity: Lessons for the Future from the Past », Journal of Black Studies, vol. 39, no 2,‎ novembre 2008, p. 316-331 (lire en ligne )
- (en) Maulana Karenga, « The Moral Anthropology of Marcus Garvey: In the Fullness of Ourselves », Journal of Black Studies, vol. 39, no 2,‎ novembre 2008, p. 166-193 (lire en ligne )

##### Années 2010-2019
- (en) Claudius Fergus, « From Prophecy to Policy: Marcus Garvey and the Evolution of Pan-African Citizenship », The Global South, vol. 4, no 2,‎ 2010, p. 29-48 (lire en ligne )
- (en) Winston James, « Letters from London in Black and Red », History Workshop Journal, no 85,‎ printemps 2018, p. 281-293 (lire en ligne )
- (en) Allen Pusey, « Marcus Garvey Convicted of Mail Fraud », ABA Journal, vol. 105, no 5,‎ juin 2019, p. 72 (lire en ligne )
- (en) Marilyn Nelson, « Marcus Garvey Sits for a Bust », Poetry, vol. 215, no 3,‎ décembre 2019, p. 225 (lire en ligne )

##### Années 2020-2029
- (en) Desmond Jagmohan, « Between Race and Nation », Political Theory, vol. 48, no 3,‎ juin 2020, p. 271-302 (lire en ligne )